# Brezovica (Trstenik)
Pour les articles homonymes, voir Brezovica.
Brezovica (en serbe cyrillique : Брезовица) est un village de Serbie situé dans la municipalité de Trstenik, district de Rasina. Au recensement de 2011, il comptait 575 habitants.

## Démographie
| 1948 | 1953 | 1961 | 1971 | 1981 | 1991 | 2002 | 2011 |
| ---- | ---- | ---- | ---- | ---- | ---- | ---- | ---- |
| 860  | 857  | 910  | 880  | 869  | 781  | 636  | 575  |

|  |